# Alex Gibney
Philip Alexander Gibney (23 oktober 1953) is een Amerikaanse regisseur en producent van documentaires.

## Als regisseur
- The Ruling Classroom (1980)
- Manufacturing Miracles (1988)
- Inside Japan, Inc. (1992)
- The Fifties (1997)
- AFI's 100 Years... 100 Movies: Love Crazy (1998)
- The Sexual Century: Sexual Explorers (1999)
- The Sexual Century: The Sexual Revolution (1999)
- Jimi Hendrix and the Blues (2001)
- Enron: The Smartest Guys in the Room (2005) (genomineerd in 2005 voor de Academy Award voor beste documentaire)
- 3 Doors Down: Away from the Sun, Live from Houston, Texas (2005)
- Behind Those Eyes (2005)
- Time Piece (segment "Empire of the Pushcarts") (2006)
- The Human Behavior Experiments (2006)
- Taxi to the Dark Side (2007) (winnaar van de Academy Award voor beste documentaire in 2007), over de dood van een Afghaanse taxichauffeur aan de hem toegebrachte verwondingen bij de verhoren door Amerikaanse soldaten
- Gonzo: The Life and Work of Dr. Hunter S. Thompson (2008)
- Casino Jack and the United States of Money (2010)
- My Trip to Al Qaeda (2010)
- Freakonomics (segment "Pure Corruption") (2010)
- Client 9: The Rise and Fall of Eliot Spitzer (2010)
- Magic Trip: Ken Kesey's Search for a Kool Place (2011)
- Catching Hell (2011)
- The Last Gladiators (2011)
- Mea Maxima Culpa: Silence in the House of God (2012) (winnaar van 3 Primetime Emmy Awards in 2013)
- Park Avenue: Money, Power and the American Dream (2012)
- We Steal Secrets: The Story of WikiLeaks (2013)
- The Armstrong Lie (2013), over de comeback van wielrenner Lance Armstrong en het dopingschandaal rond de atleet
- Finding Fela (2014)
- Ceasefire Massacre (2014)
- Fields of Fear (2014)
- Mr. Dynamite: The Rise of James Brown (2014)
- Going Clear: Scientology and the Prison of Belief (2015) (winnaar van 3 Emmy Awards in 2015), over Scientology
- Steve Jobs: The Man in the Machine (2015)
- Sinatra: All or Nothing at All (2015)
- Zero Days (2016), over het computervirus Stuxnet
- Cooked (aflevering "Fire") (2016)
- Billions (aflevering "Optimal Play") (2017)
- No Stone Unturned (2017)
- Rolling Stone: Stories From The Edge (2017)
- Dirty Money (aflevering "Hard Nox") (2018)
- The Looming Tower (aflevering "Now it Begins...") (2018)
- Enemies: The President, Justice and the FBI (aflevering "You're Fired") (2018)
- The Inventor: Out for Blood in Silicon Valley (2019)
- Citizen K (2019), over de Russische president Vladimir Poetin en de Russische miljardair in ballingschap Michail Chodorkovski

- Biblioteca Nacional de España: XX4906710
- Bibliothèque nationale de France: cb15611199h (data)
- Gemeinsame Normdatei: 136819745
- International Standard Name Identifier: 0000 0001 1876 4605
- Library of Congress Control Number: nr93014576
- MusicBrainz: f90b8c82-25dd-4e4e-b164-d95351a7cdb3
- Nationale Bibliotheek van Tsjechië: xx0170775
- Nationale Bibliotheek van Israël: 987007424070905171
- Nederlandse Thesaurus van Auteursnamen: 110590406
- SNAC: w6t19sfc
- Système universitaire de documentation: 098799258
- Virtual International Authority File: 56481992
- WorldCat: E39PBJv4gVvH7Bw68v3xjHvrbd